# Sheeba
Sheeba war eine irische Girlgroup, die von 1977 bis 1984 bestand. Die Mitglieder waren die Sängerinnen Maxi, Frances Campbell und Marion Fossett. 

## Werdegang
Nach einer nichtgewonnenen Teilnahme an der irischen Vorauswahl zum Eurovision Song Contest 1978 konnten sie im Jahr 1981 als Sieger hervorgehen. Sie durften daher Irland beim Eurovision Song Contest 1981 in ihrem Heimatland vertreten. Der Popsong Horoscopes erreichte dort den fünften Platz und in den irischen Charts Platz 3.
Nach Veröffentlichung einiger Singles und diverser Auftritte versuchten sie sich 1982 und 1984 noch einmal bei der irischen Vorauswahl, ohne jedoch einen Sieg zu erringen.